# Comuna Brzuze
Comuna Brzuze este o comună (în poloneză: gmina) rurală în powiat Rypin, voievodatul Cuiavia și Pomerania, Polonia.
Comuna acoperă o suprafață de 86,25 km² și are, potrivit datelor din anul 2006, o populație de 5.368.